# Wonderful World!! (関ジャニ∞の曲)
『Wonderful World!!』（ワンダフル ワールド）は、関ジャニ∞の楽曲。2010年6月30日にインペリアルレコードから14枚目のシングルとして発売された。

## 概要
- 前作『GIFT 〜緑〜』から約6か月振りのリリース。
- CDは初回限定盤A・B、通常盤の3形態で発売。
- 表題曲「Wonderful World!!」は、メンバーが即興でガヤを取り入れた、元気をもらえる明るく前向きなポップ・チューンとなっている[7]。
  - 同曲は、朝日放送・テレビ朝日系『冒険JAPAN! 関ジャニ∞MAP』のエンディングテーマである[6]。
  - 4thフルアルバム『8UPPERS』にはブラスアレンジされたアルバムバージョンが収録されている為、本作収録バージョンは1stベストアルバム『8EST』にてアルバム初収録された。
- カップリングの「浮世踊リビト」は、ダンサブルでスウィングしたくなるような、歌謡曲アレンジとなっている[7]。
  - 全形態共通で収録[8]。
- その他、通常盤のカップリングとして、5thライブDVD『TOUR 2∞9 PUZZLE』のエンドロールとして使用された、8thシングル「ワッハッハー」と3rdアルバム『PUZZLE』に収録された「ローリング・コースター」のリミックスバージョンを収録[8]。
- 初回限定盤には特典DVDを付属。
  - 初回限定盤Aには、表題曲「Wonderful Would!!」のミュージック・ビデオを収録[8]。
  - 初回限定盤Bには、「プロローグ・オブ・パッチ #1〜4」として、本作カップリング「浮世踊リビト」と後に発売される4thアルバム『8UPPERS』の通常盤に収録される、錦戸亮・丸山隆平・渋谷すばるのソロ曲のミュージック・ビデオを収録[8]。
    - 次作『LIFE〜目の前の向こうへ〜』の初回限定盤Bの特典DVDには、続編の「#5〜8」が収録されている。
- 2024年1月1日、デビュー20周年を記念し、過去にリリースされた全楽曲が各種音楽ダウンロードサービス、サブスクリプションサービスで配信されることに伴い、表題曲「Wonderful World!!」がベストアルバム『8EST』の収録曲、同年1月24日には同曲がアルバム『8UPPERS』の収録曲として配信開始され、同年1月31日には本作の全収録曲の配信も開始された[9][10][11]。

### 各形態概要
| 曲名                                  | 形態  | 形態  | 形態 |
| 曲名                                  | 初回A | 初回B | 通常 |
| ------------------------------------- | ----- | ----- | ---- |
| 浮世踊リビト                          | ○     | ○     | ○    |
| ワッハッハー "PUZZLE" Remix           | ×     | ×     | ○    |
| ローリング・コースター "PUZZLE" Remix | ×     | ×     | ○    |

| 特典内容                            | 形態                   |
| ----------------------------------- | ---------------------- |
| 特典DVD（詳細は「#特典DVD」を参照） | 初回限定盤A            |
| 特典DVD（詳細は「#特典DVD」を参照） | 初回限定盤B            |
| ワンダフルステッカー                | 通常盤（初回プレス分） |

## 販売形態
- 発売日：2010年6月30日
  - 初回限定盤A（TECI-816：CD+DVD）
  - 初回限定盤B（TECI-817：CD+DVD）
  - 通常盤（TECI-818：CD）
    - ワンダフルステッカー封入（初回プレス分のみ）
- 発売日：2015年7月1日
  - 通常盤：再発売（JACA-5530：CD）
    - 自身の所属レコード会社を『テイチクエンタテインメント』から『INFINITY RECORDS』へ移籍したため、INFINITY RECORDSより再発売。
- 発売日：2019年7月12日
  - 通常盤：十五催ハッピープライス盤（JSNC-1514：CD）
    - 自身の配信アプリ『関ジャニ∞アプリ』対応のため、15%オフでの再発売。
- 発売日：2024年1月31日
  - 配信作品
    - デビュー20周年を記念した音楽ダウンロードサービスおよびサブスクリプションサービスでの配信[9][10][11]。

## チャート成績

### シングルチャート順位
- オリコンチャート
  - 初週24.5万枚を売り上げ、2010年7月12日付の「オリコン週間 CDシングルランキング」で週間1位を獲得した[1]。
    - 通算9作目の首位を獲得となり、昨年11月発売の『急☆上☆Show!!』以来4作ぶりに初週売上20万枚を突破した[1]。
    - 2021年10月現在、本作以降の全シングルで初登場1位を記録している。

  - 2010年7月度「オリコン月間 CDシングルランキング」で月間2位を獲得した。
  - 累計275,891枚を売り上げ、2010年度「オリコン年間 CDシングルランキング」で年間18位を獲得した[2]。
- Billboard JAPAN
  - 2010年7月7日公開の「Billboard Japan Top Singles Sales」で週間1位を獲得した[4]。
  - 2010年度「Billboard Japan Top Singles Sales Year End」で年間22位を獲得した[5]。

### 各曲チャート順位
- Billboard JAPAN
  - 2010年7月7日公開の「Billboard Japan Hot 100」で表題曲「Wonderful World!!」が週間1位を獲得した[3]。

## 収録曲

### CD
※「ワッハッハー "PUZZLE" Remix」以降、通常盤・配信作品のみ収録。
1. Wonderful World!! - [4:46]
作詞・作曲：ROADIE
編曲：久米康隆
  - 朝日放送・テレビ朝日系『冒険JAPAN! 関ジャニ∞MAP』エンディングテーマ[6]
2. 浮世踊リビト - [4:51]
作詞・作曲：TAKESHI
編曲：久米康隆、TAKESHI
3. ワッハッハー "PUZZLE" Remix - [8:17]
作詞・作曲：竹森マサユキ
リミックス：大西省吾
  - 8thシングルのリミックスバージョン
  - 5thライブDVD『TOUR 2∞9 PUZZLE』∞笑 ドッキリ盤エンドロール
4. ローリング・コースター "PUZZLE" Remix - [8:17]
作詞：田中秀典
作曲：野間康介
リミックス：大西省吾
  - 3rdアルバム『PUZZLE』収録曲のリミックスバージョン
  - 5thライブDVD『TOUR 2∞9 PUZZLE』∞show ドキュメント盤エンドロール
5. Wonderful World!! (オリジナル・カラオケ)
6. 浮世踊リビト (オリジナル・カラオケ)

### 特典DVD

#### 初回限定盤A
| #         | タイトル                          | 作詞 | 作曲・編曲 | 時間 |
| --------- | --------------------------------- | ---- | ---------- | ---- |
| 1.        | 「Wonderful World!!」(Music Clip) |      |            | 5:33 |
| 合計時間: | 合計時間:                         | 5:33 |            |      |

#### 初回限定盤B
| #         | タイトル                 | 作詞  | 作曲・編曲 | 時間 |
| --------- | ------------------------ | ----- | ---------- | ---- |
| 1.        | 「浮世踊リビト」         |       |            | 2:05 |
| 2.        | 「monologue」(錦戸亮)    |       |            | 2:35 |
| 3.        | 「Kick」(丸山隆平)       |       |            | 3:10 |
| 4.        | 「Revolver」(渋谷すばる) |       |            | 3:02 |
| 合計時間: | 合計時間:                | 10:52 |            |      |

## 参加ミュージシャン
※アルバム『8UPPERS』のクレジットより。
Wonderful World!!
- Drums：浜崎大地
- Brasses：YOKAN
- E.Guitar / E.Bass / all other instruments：久米康隆

## 収録作品

### アルバム
Wonderful World!!
- 4thアルバム『8UPPERS』
- 1stベストアルバム『8EST』

浮世踊リビト
- 2ndベストアルバム『GR8EST』（201∞限定盤 特典CD）

※メドレーの1曲として収録。

### 映像作品

#### ライブ映像
Wonderful World!!
- 7thライブDVD/Blu-ray『KANJANI∞ LIVE TOUR 2010→2011 8UPPERS』
- 8thライブDVD/Blu-ray『KANJANI∞ 五大ドームTOUR EIGHT×EIGHTER おもんなかったらドームすいません』
- 9thライブDVD/Blu-ray『KANJANI∞ LIVE TOUR!! 8EST 〜みんなの想いはどうなんだい?僕らの想いは無限大!!〜』（初回限定盤 特典DVD）
- 19thライブDVD/Blu-ray『十五祭』
- 24thライブBlu-ray/DVD『超DOME TOUR 二十祭』

浮世踊リビト
- 7thライブDVD/Blu-ray『KANJANI∞ LIVE TOUR 2010→2011 8UPPERS』
- 16thライブDVD/Blu-ray『関ジャニ'sエイターテインメント』
- 44thシングル『Re:LIVE』（期間限定盤B 特典DVD）
- 20thライブDVD/Blu-ray『KANJANI'S Re:LIVE 8BEAT』
- 24thライブBlu-ray/DVD『超DOME TOUR 二十祭』